# Enfermedad del soldado
La enfermedad del soldado es el nombre que durante la segunda mitad del siglo XIX se le dio a la adicción a la morfina, especialmente en Estados Unidos. El nombre hace referencia al hecho de que en la guerra de Secesión se administraba esta droga a los soldados para aliviar su dolor, con lo que muchos se hicieron adictos. Hay muchos casos de este tipo en la Segunda Guerra Mundial (1939-1945).
- Datos: Q5832715